# اپریل راز
اپریل راز (انگلیسی: April Ross؛ زادهٔ ۲۰ ژوئن ۱۹۸۲) یک بازیکن والیبال، و بازیکن والیبال، اهل ایالات متحده آمریکا است.
وی برنده برنز بازی‌های المپیک تابستانی ۲۰۱۶ می‌باشد.